# اردوگاه عزمی المفتی
اردوگاه عزمی المفتی (به عربی: مخیم الشهید عزمی المفتی) قبلاً به «اردوگاه الحصن» شناخته می‌شد، یکی از اردوگاه‌های پناهندگان فلسطینی است که بخشی از اردوگاه‌هایی است که پس از جنگ سال ۱۹۶۷ برای اسکان فلسطینی‌ها که از کرانه غربی و نوار غزه می‌آمدند، تأسیس شد. این کار در سال ۱۹۶۸ تکمیل شد که به اسم یک دیپلمات اردنی بنام «عزمی المفتی» نام‌گذاری شد؛ وی در سال ۱۹۸۴ در رومانی ترور شد. وی پسر سعید المفتی، نخست‌وزیر سابق اردن بود.
این اردوگاه در استان شمالی «اربد» قرار دارد و جمعیت آن حدود ۲۰٬۰۰۰ است. هنوز مردمش امیدوارند که به فلسطین بازگردند و هنوز کارت شناسایی و کلید خانه‌های خود را نگه داشته‌اند. این اردوگاه در ۱۰ کیلومتری جنوب شهر «اربد» واقع شده و در ۷۰ کیلومتری شمال عمان قرار دارد که مساحت آن ۷۶۴ هکتار است. اردوگاه به چهار خط یا بلوک تقسیم شده که دارای یک خیابان اصلی است. ساکنان اردوگاه می‌توانند به خدمات زیربنایی دسترسی پیدا کنند، اما از کوچه‌های باریک بین خانه‌ها و اتاق‌های کوچک محل زندگی‌شان، رنج می‌برند .